# Agromarket
Agromarket je preduzeće registrovano u Srbiji sa sedištem u Kragujevcu. Osnovano je 1991. godine kao društvo sa ograničenom odgovornošću (d.o.o.), a bavi se delatnostima u oblastima poљoprivrede i trgovine.

## Istorija
Agromarket je osnovan 1991. godine sa ciljem opskrbe trgovina robe za poljoprivrednu proizvodnju. Prema javno dostupnim podacima, preduzeće je registrovano pod adresom Kraljevačkog bataljona 235/2, Kragujevac. U martu 2018. godine otvoren je logistički centar u Inđiji, investicija vredna 7,5 miliona evra, što je prijavljeno u medijskim izveštajima. Preduzeće je proširilo delovanje na tržišta Zapadnog Balkana, uključujući Bosnu i Hercegovinu, Crnu Goru i druge regione.

## Delatnost
Preduzeće se bavi distribucijom i prodajom poljoprivrednih proizvoda, uključujući pestiicde, seme i alate. Web-sajt agromarket.rs omogućava pristup informacijama o proizvodima i uslugama. Preduzeće ima distributivne centre u više gradova u Srbiji, uključujući Beograd, Niš, Valjevo i Zrenjanin. U februaru 2018. godine, preduzeće je organizovalo 11. EXPO kućni sajam u Beogradu, što je dokumentovano u medijskim izveštajima.

## Citati iz medija
- „Kompanija Agromarket je u periodu od 19. do 21. februara održala 11. EXPO kućni sajam u Beogradu, gde je predstavljena paleta proizvoda.“[1]
- „U Инђији је данас отворен нови логистички центар компаније ‘Агромаркет’ из Крагујевца, инвестиција вредна 7,5 милиона евра.“[2]
- „Serbian company Agromarket has increased its stake in the capital of blue-chip civil plant protection products maker Galenika Fitofarmacija to 89.83% from 66.03% as part of a buyout bid.“[3]